# Calvin Miller
Calvin Miller (Glasgow, 9 gennaio 1998) è un calciatore scozzese, difensore o attaccante del Falkirk.

## Carriera

### Club
Nato a Glasgow e cresciuto nel distretto di Castlemilk, inizia a giocare a calcio ben presto per la formazione giovanile dei Rangers fino al 2010, prima di essere acquistato dalle giovanili del Celtic. Oltre ai tornei nazionali (era nella squadra che ha vinto la Scottish Youth Cup nel 2015, e ha iniziato e segnato nella finale del torneo 2017), Miller ha partecipato a numerosi tornei giovanili internazionali per il Celtic durante la sua carriera giovanile come la NextGen Series e la UEFA Youth League. Nel maggio 2016 riceve le sue prime convocazioni in prima squadra - l'allenatore del Celtic, Brendan Rodgers lo fa esordire tra i professionisti il 20 dicembre 2016, in occasione della partita casalinga di campionato vinta per 1-0 contro il Partick Thistle. All'inizio di quell'anno è stato contrassegnato dalla stampa scozzese come uno dei "tre da guardare" della squadra giovanile.
Dopo l'esordio in prima squadra ha ricevuto molti apprezzamenti per la sua prestazione nella partita. Fu a quel punto che il suo allenatore Brendan Rodgers rivelò che Miller, che era stato precedentemente considerato un'ala nella sua carriera giovanile con il club, si stava riqualificando in una posizione più difensiva. Rodgers ha anche espresso la speranza che Miller possa prosperare nel suo nuovo ruolo in modo simile al suo precedente allievo, Ryan Bertrand.
Non si è più presentato per la prima squadra fino all'8 agosto 2017, quando ha giocato tutti i 90 minuti di gioco, nella partita casalinga vinta per 5-0 contro il Kilmarnock nella Coppa di Scozia, con il terzino sinistro Kieran Tierney che si è inserito come difensore centrale. Miller ha esordito come terzino sinistro il 19 agosto 2019, in occasione della partita di Scottish Premier League, sempre contro il Kilmarnock, e gli è stato assegnato l'uomo della partita da Sky Sport. La squadra ha vinto per 2-0 con James Forrest e Callum McGregor. È stato selezionato anche in altre partite casalinghe contro lo St. Johnstone nel febbraio 2018 e di nuovo Kilmarnock a maggio, entrando come sostituto nel secondo tempo da Kieran Tierney in entrambe le partite, che si è concluso per 0-0 dopo che il Celtic ha apportato diverse altre modifiche che sembrava influenzare il loro ritmo come unità.
Miller ha rinnovato il contratto con il Celtic nell'agosto 2018, legandolo al club fino all'estate del 2020 con possibilità di estensione. Parlando del suo futuro, ha affermato che il suo obbiettivo a breve termine era quello di una mossa in prestito per acquisire ulteriore esperienza.
Il 31 agosto 2018, venti giorni dopo aver firmato il suo primo contratto da professionista, viene annunciato sulla homepage del club il suo passaggio in prestito al Dundee fino all'inizio della stagione prossima. Ha fatto il suo esordio con la maglia del Dundee il 1º settembre 2018, in occasione della partita di campionato persa per 1-3 contro il Motherwell, mettendo a segno il suo primo assist in maglia nera arancia all'esordio. Il 23 ottobre perde l'opportunità di segnare il suo primo gol con la maglia del Dundee quando, nel calcio di rigore, ha mandato la palla nel palo che avrebbe portato comunque alla sconfitta per 3-0, nella partita di campionato contro l'Hearts. Mette a segno il suo primo gol con il Dundee il 18 dicembre 2018, in occasione della partita di campionato persa per 5-1 in casa dell'Aberdeen al Pittodrie Stadium. Il suo prestito, inizialmente previsto per l'intera stagione, è stato ridotto alla fine di dicembre 2018, rimanendo svincolato.
Il 31 gennaio 2019 viene ufficializzato il suo passaggio in prestito al Ayr Utd; secondo le indiscrezioni di stampa il costo del trasferimento sarebbe pari a 150.000 sterline scozzesi fino al 12 maggio 2019. Conclude la sua esperienza con la maglia dell'Ayr United apparendo in campo 14 volte (contando anche una presenza nei play-off),mettendo a segno soltanto 1 gol. Il 12 maggio 2019 viene annunciato il suo ritorno dal prestito all'Ayr CIty per 150.000 euro fino al'estate del 2020. Sceglie di usare la maglia numero 59.

### Nazionale
Con la nazionale scozzese ha vestito la maglia di tutte le categorie (Under-15, Under-16, Under-17, Under-19, Under-20 e Under-21). Con la nazionale scozzese ha preso parte agli europei Under-17, Under-19 e Under-21, prendendo parte anche a vari amichevoli per un totale di 31 presenze e 4 gol.

## Statistiche

### Presenze e reti nei club
| Stagione        | Squadra         | Campionato      | Campionato | Campionato | Coppe nazionali | Coppe nazionali | Coppe nazionali | Coppe continentali | Coppe continentali | Coppe continentali | Altre coppe | Altre coppe | Altre coppe | Totale | Totale |
| Stagione        | Squadra         | Comp            | Pres       | Reti       | Comp            | Pres            | Reti            | Comp               | Pres               | Reti               | Comp        | Pres        | Reti        | Pres   | Reti   |
| --------------- | --------------- | --------------- | ---------- | ---------- | --------------- | --------------- | --------------- | ------------------ | ------------------ | ------------------ | ----------- | ----------- | ----------- | ------ | ------ |
| 2016-2017       | Celtic          | SP              | 1          | 0          | SC+CdL          | 0               | 0               | UCL                | 0                  | 0                  | -           | -           | -           | 1      | 0      |
| 2017-2018       | Celtic          | SP              | 3          | 0          | SC+CdL          | 1               | 0               | UCL+UEL            | 0                  | 0                  | -           | -           | -           | 4      | 0      |
| Totale Celtic   | Totale Celtic   | Totale Celtic   | 4          | 0          |                 | 1               | 0               |                    | 0                  | 0                  |             | -           | -           | 5      | 0      |
| 2018-2019       | Dundee          | SP              | 16         | 1          | -               | -               | -               | -                  | -                  | -                  | -           | -           | -           | 16     | 1      |
| gen.-mag. 2019  | Ayr Utd         | SP              | 13         | 1          | -               | -               | -               | -                  | -                  | -                  | -           | 1           | 0           | 13     | 1      |
| Totale carriera | Totale carriera | Totale carriera | 33         | 2          |                 | 1               | 0               |                    | 0                  | 0                  |             | 1           | 0           | 34     | 2      |

### Cronologia presenze e reti in nazionale
| Cronologia completa delle presenze e delle reti in nazionale ― Scozia under 21 | Cronologia completa delle presenze e delle reti in nazionale ― Scozia under 21 | Cronologia completa delle presenze e delle reti in nazionale ― Scozia under 21 | Cronologia completa delle presenze e delle reti in nazionale ― Scozia under 21 | Cronologia completa delle presenze e delle reti in nazionale ― Scozia under 21 | Cronologia completa delle presenze e delle reti in nazionale ― Scozia under 21 | Cronologia completa delle presenze e delle reti in nazionale ― Scozia under 21 | Cronologia completa delle presenze e delle reti in nazionale ― Scozia under 21 |
| Data                                                                           | Città                                                                          | In casa                                                                        | Risultato                                                                      | Ospiti                                                                         | Competizione                                                                   | Reti                                                                           | Note                                                                           |
| ------------------------------------------------------------------------------ | ------------------------------------------------------------------------------ | ------------------------------------------------------------------------------ | ------------------------------------------------------------------------------ | ------------------------------------------------------------------------------ | ------------------------------------------------------------------------------ | ------------------------------------------------------------------------------ | ------------------------------------------------------------------------------ |
| 22-3-2019                                                                      | Spagna                                                                         | Scozia under 21                                                                | 0 – 0                                                                          | Messico under 21                                                               | Amichevole                                                                     | -                                                                              | 76’                                                                            |
| Totale                                                                         |                                                                                | Presenze                                                                       | 1                                                                              |                                                                                | Reti                                                                           | 0                                                                              |                                                                                |

## Palmarès

### Club

#### Competizioni nazionali
- Campionato scozzese: 2

Celtic: 2016-2017, 2017-2018
- Coppa di Scozia: 1

Celtic: 2017-2018
- Coppa di Lega scozzese: 2

Celtic: 2017-2018, 2019-2020
- Scottish League One: 1

Falkirk: 2023-2024
- Scottish Championship: 1

Falkirk: 2024-2025